# Poecilobothrus nobilitatus
Poecilobothrus nobilitatus är en tvåvingeart som först beskrevs av Carl von Linné 1767.  Poecilobothrus nobilitatus ingår i släktet Poecilobothrus och familjen styltflugor. Arten är reproducerande i Sverige. Inga underarter finns listade i Catalogue of Life.